# Santa Cruz da Conceição (kommun)
Santa Cruz da Conceição är en kommun i Brasilien.   Den ligger i delstaten São Paulo, i den sydöstra delen av landet, 700 km söder om huvudstaden Brasília. Antalet invånare är 3 998.
Följande samhällen finns i Santa Cruz da Conceição:
- Santa Cruz da Conceição

Omgivningarna runt Santa Cruz da Conceição är en mosaik av jordbruksmark och naturlig växtlighet. Runt Santa Cruz da Conceição är det ganska tätbefolkat, med 80 invånare per kvadratkilometer.